# Dominikánská republika na letních olympijských hrách
Dominikánská republika na letních olympijských hrách startuje od roku 1964. Toto je přehled účastí, medailového zisku a vlajkonošů na dané sportovní události.

## Účast na Letních olympijských hrách
| Dějiště LOH            | LOH      | Vlajkonoš                     | Zlatá medaile | Stříbrná medaile | Bronzová medaile | Celkem |
| ---------------------- | -------- | ----------------------------- | ------------- | ---------------- | ---------------- | ------ |
| 1964 Tokio             | LOH 1964 | Alberto Torres                |               |                  |                  | 0      |
| 1968 Ciudad de México  | LOH 1968 | nebyl                         |               |                  |                  | 0      |
| 1972 Mnichov           | LOH 1972 | nebyl                         |               |                  |                  | 0      |
| 1976 Montréal          | LOH 1976 | nebyl                         |               |                  |                  | 0      |
| 1980 Moskva            | LOH 1980 | nebyl                         |               |                  |                  | 0      |
| 1984 Los Angeles       | LOH 1984 | Pedro Nolasco                 |               |                  | 1                | 1      |
| 1988 Soul              | LOH 1988 | nebyl                         |               |                  |                  | 0      |
| 1992 Barcelona         | LOH 1992 | nebyl                         |               |                  |                  | 0      |
| 1996 Atlanta           | LOH 1996 | Joan Guzman                   |               |                  |                  | 0      |
| 2000 Sydney            | LOH 2000 | Wanda Rijo                    |               |                  |                  | 0      |
| 2004 Athény            | LOH 2004 | Félix Sánchez                 | 1             |                  |                  | 1      |
| 2008 Peking            | LOH 2008 | Félix Sánchez                 | 1             | 1                |                  | 2      |
| 2012 Londýn            | LOH 2012 | Gabriel Mercedes              | 1             | 1                |                  | 2      |
| 2016 Rio de Janeiro    | LOH 2016 | Luguelín Santos               | 0             | 0                | 1                | 1      |
| 2020 Tokio             | LOH 2020 | Prisilla Rivera Rodrigo Marte | 0             | 3                | 2                | 5      |
| 2024 Paříž             | LOH 2024 |                               |               |                  |                  | x      |
| Celkem                 | 15       |                               | 3             | 5                | 4                | 12     |
| Zdroj na Olympedia.org |          |                               |               |                  |                  |        |

## Listina medailistů
| Medal            | Sportovec              | LOH                          | Sport          |
| ---------------- | ---------------------- | ---------------------------- | -------------- |
| Bronzová medaile | Pedro Nolasco          | Dominikánská republika (DOM) | 1984 Box       |
| Zlatá medaile    | Félix Sánchez          | Dominikánská republika (DOM) | 2004 Atletika  |
| Zlatá medaile    | Manuel Felix Diaz      | Dominikánská republika (DOM) | 2008 Box       |
| Stříbrná medaile | Yulis Gabriel Mercedes | Dominikánská republika (DOM) | 2008 Taekwondo |
| Zlatá medaile    | Félix Sánchez          | Dominikánská republika (DOM) | 2012 Atletika  |
| Stříbrná medaile | Luguelín Santos        | Dominikánská republika (DOM) | 2012 Atletika  |